# Dad Behavior
Dad Behavior, llamado Comportamiento paterno en Hispanoamérica y Papinegligencia en España, es un episodio perteneciente a la vigesimoctava temporada de la serie animada Los Simpson, emitido originalmente el 20 de noviembre de 2016 en EE.UU. El episodio fue dirigido por Steven Dean Moore y escrito por Ryan Koh.

## Sinopsis
Homero contrata una aplicación y le paga Matt Leinart para jugar a la captura con Bart, los dos de los cuales forman un vínculo fuerte, mucho al desprecio de Homero.
Homero encuentra una nueva aplicación que hace su vida mucho más fácil y subcontrata su vínculo padre-hijo. Mientras tanto, el abuelo descubre que él está a punto de ser un padre otra vez.